# Katasumi y 4444444444
Katasumi y 4444444444 son dos cortometrajes japoneses del género de terror dirigidos por Takashi Shimizu y estrenados en 1998 por la Kansai Telecasting Corporation. Ambas son precuelas de las películas de Ju-on.

## Creación de la serie de Ju-on
Takashi Shimizu realizó primeramente estos dos cortometrajes (para luego seguir con la saga Ju-on), cuando el escritor y director Kiyoshi Kurosawa, quien impartía clases de filmación mientras que Shimizu, después de trabajar como asistente de director, tomaba sus clases, lo había sorprendido con un cortometraje de tres minutos que había escrito y dirigido por sí mismo. 
Cuando Kurosawa se enteró de que a un productor que conocía se le había encargado realizar un largometraje de terror para la Kansai Telecasting Corporation, recomendó a Shimizu para el trabajo de dirigir una o más de las secciones de la película. Para llevar a cabo esta tarea, Shimizu escribió varios guiones, cada uno de los cuales duraba más o menos tres minutos de extensión, aunque solo le pidieron hacer dos cortos en segmentos dicha extensión (Katasumi y 4444444444), pues el telefilme (o película para televisión) fue planeado como una antología de cortometrajes. Después de editarlos juntos, la colección de cuatro cortos (uno de los cuales fue realizado por Kurosawa) fue titulada Gakkou no kaidan G, que se traduce más o menos como Historia Escolar Fantasmal G (la "G" según cabe suponer significa "Grande"). Se emitió por primera vez en Kansai TV el 27 de septiembre de 1998, y duró 70 minutos, lo cual significó que el trabajo de Shimizu fue la décima parte del total.
Mientras existe una repetida aclamación hacia los posteriores largometrajes para video Ju-on y Ju-on 2, éstos en realidad son remakes de Katasumi y 4444444444, los dos segmentos "son en realidad las bases de Ju-on, según Shimizu, y actúan "casi como una verdadera precuela de la historia". Katasumi, en particular, es notable por marcar la primera aparición de la actriz Takako Fuji (hasta ese punto desconocida) como Kayako Saeki, un papel que ella ha representado en cada producción de Ju-on después de esta.

## Sinopsis

### En una esquina/Katasumi
Empieza con dos colegialas japonesas, Hisayo y Kanna (interpretadas respectivamente por Ayako Omura y Kanna Kashima) quienes están cuidando los conejos de la escuela. Los liberan de sus jaulas y los alimentan, pero cuando una de las muchachas se hace un corte en su mano, la otra entra a la casa para traer un vendaje. Cuando ella vuelve, la muchacha que estaba herida no se encuentra por ninguna parte. Las jaulas de los conejos se encuentran vacías, y alrededor se ve un poco de sangre y pelaje. La muchacha entonces ve algo que parece ser una mujer arrastrándose (interpretada por Takako Fuji), que empieza a acercarse hacia ella desde lo más lejano del patio trasero. Cuando ella retrocede hacia una esquina, descubre el cuerpo de su amiga entre los restos de la dañada jaula de los conejos. Ella sostiene una paleta de jardinería levantándola enfrente de sí misma mientras la mujer se arrastra sobre ella. Entonces la amiga mueve su sangrienta cabeza, y mira como dicha mujer se resguarda en la esquina y espera. La pantalla se decolora hasta volverse negra.

### 4444444444
Da comienzo con un joven japonés (interpretado por Kazushi Andô) (Tsuyoshi, su nombre, es revelado dentro de Ju-On: The Curse) manejando su bicicleta desde su casa, con rumbo probable hacia la escuela. Como da vuelta por una esquina, enfrente de un edificio aparentemente abandonado (es muy probable que sea su escuela según lo revelado otra vez en Ju-On: The Curse), escucha el sonido de un teléfono celular, aunque no puede verlo. Busca por un bote de basura que se encuentra al lado de una oscura entrada al edificio, luego descubre que el teléfono ha recibido varias llamadas. Examinando con cuidado, el teléfono muestra una llamada entrante del número 4444444444 (el 4 es el número de la mala suerte en varias culturas asiáticas, entre ellas, la japonesa). El muchacho contesta el teléfono para oír chirridos y maullidos de gato emanados desde el auricular. Después de que intenta sin éxito comunicarse con el desconocido llamador, cuelga. Segundos después, el teléfono suena de nuevo, y de nuevo contesta. El joven empieza a frustrarse en ese momento, y comienza a verse un poco preocupado, como si alguien le jugara una broma. Mientras que se sienta a unos pasos del abandonado edificio, sigue intentando identificar al llamador. Nervioso mira a su alrededor, preguntando, "¿Hay alguien observándome?" De repente, una voz responde, "Yo", aunque no viene del teléfono. El joven voltea lentamente para en seguida ver a un chico japonés (interpretado por Daiki Sawada) pálido, blanco y desnudo, con ojos oscuros sentado junto a él, tocando con sus dedos sus rodillas. El muchacho lo mira temeroso, y la cámara enfoca al pequeño chico por un momento antes de que zumbe deprisa mientras abre su boca por donde emana un maullido como si una negra sustancia goteara de ella. La pantalla se descolora hasta volverse negra.

## Reparto

### En una esquina/Katasumi
| Actor         | Rol                                       |
| ------------- | ----------------------------------------- |
| Ayako Omura   | Hisayo                                    |
| Kanna Kashima | Kanna                                     |
| Takako Fuji   | Kayako Saeki (Atacante de Hisayo y Kanna) |

### 4444444444
| Actor        | Rol          |
| ------------ | ------------ |
| Kazushi Andô | Tsuyoshi     |
| Daiki Sawada | Toshio Saeki |

## Estreno en Estados Unidos
Katasumi y 4444444444 no llegaron a estar completamente disponibles en los Estados Unidos, sino hasta que Shimizu reclasificó (en inglés es un término mencionado como "unrated") mediante el  montaje del director a The Grudge (2004), fue estrenado en DVD el 17 de mayo de 2005. Los cortos fueron incluidos como características especiales en el disco, siendo Katasumi retitulada In a Corner ("En una esquina").